# Amblyeleotris arcupinna
Amblyeleotris arcupinna  es una especie de pez de la familia de los Gobiidae en el orden de los Perciformes.

## Morfología
Los machos pueden llegar a alcanzar los 11 cm de longitud total.

## Distribución geográfica
Se encuentra en Papúa Nueva Guinea. 

## Observaciones
Es inofensivo para los humanos. 